# Olivia Hussey
Olivia Osuna Hussey (Buenos Aires, 17 aprile 1951 – Burbank, 27 dicembre 2024) è stata un'attrice argentina naturalizzata britannica.

## Biografia

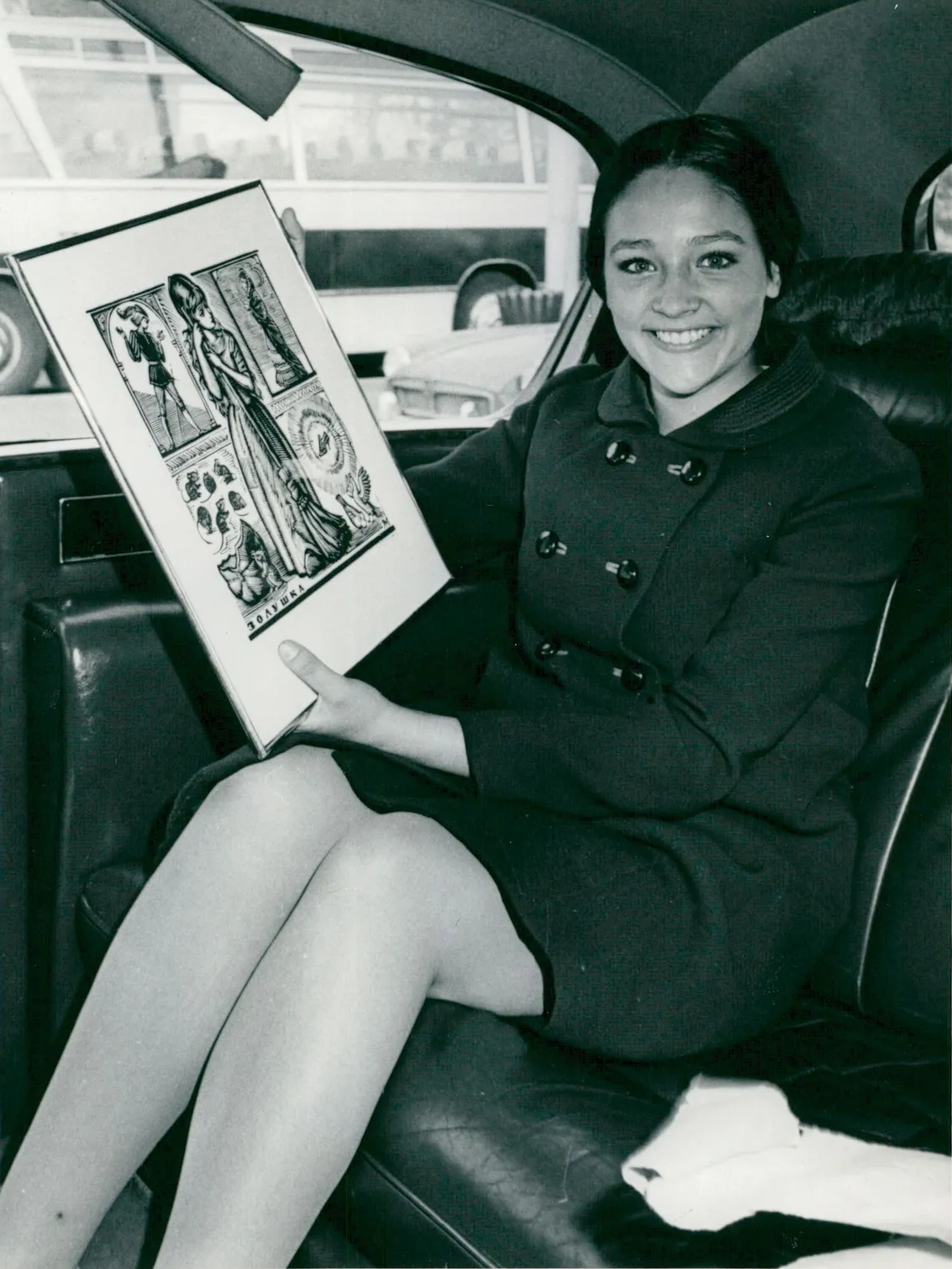
Olivia Hussey nel 1968

Olivia Hussey nacque il 17 aprile 1951 a Buenos Aires da Andrés Osuna (conosciuto anche come Osvaldo Ribo), un cantante argentino d'opera e di tango, e da Alma Joy Hussey, argentina d'origine inglese. La madre portò Olivia e il fratello più giovane a vivere in Inghilterra quando lei aveva 7 anni. Dopo aver frequentato la Drama School per cinque anni, Olivia apparve per la prima volta sul grande schermo all'età di 14 anni nel film Accadde un'estate (1965) interpretando Donna, la figlia di Lorenzo (Rossano Brazzi), mentre il suo primo ruolo teatrale fu quello di Jenny nell'opera The Prime of Miss Jean Brodie - tratta dal romanzo Gli anni fulgenti di Miss Brodie - con Vanessa Redgrave.
Franco Zeffirelli la notò nella pièce e la scelse fra circa 500 attrici per il ruolo di Giulietta in Romeo e Giulietta (1968), protagonista con Leonard Whiting, nel ruolo di Romeo. Il film, nonostante all'epoca lei fosse minorenne, comprendeva anche alcune sue scene di nudo, che non fecero scandalo, anche se il film in Italia venne vietato ai minori e l'attrice non poté assistere alla prima. Il lungometraggio le consentì di raggiungere una vasta popolarità, e nel 1969 le fece ottenere un David di Donatello come miglior attrice. La pellicola, i cui incassi furono notevoli, vinse due Oscar e permise alla Hussey di diventare una delle giovani attrici più apprezzate dell'epoca: a lei venne assegnato il Golden Globe come attrice rivelazione del 1968.
Nel 2023 la Hussey e Whiting fecero causa alla casa cinematografica, la Paramount Pictures, lamentando di aver subìto presunti abusi su minori sul set di Romeo e Giulietta. Secondo i due attori, Zeffirelli, venendo meno agli accordi, li avrebbe costretti a girare una scena in camera da letto non, come assicurato, con tute color carne ma filmandoli nudi. Per tale motivo veniva avanzata richiesta di risarcimento per 500 milioni di dollari. Il Tribunale di Los Angeles archiviò la denuncia e respinse la richiesta di risarcimento, dichiarando che la ricostruzione dei denuncianti integrava un grosso errore di descrizione. 
Apprezzata per la sua bellezza naturale, che le consentì nei suoi ruoli di usare pochissimo (o per nulla) il trucco, nella sua carriera la Hussey recitò in oltre 40 film. I ruoli più importanti includono Jessica Bradford nell'horror canadese Black Christmas - Un Natale rosso sangue (1974), Maria, la madre di Gesù in Gesù di Nazareth, sceneggiato televisivo diretto da Zeffirelli nel 1977, e Rosalie Otterbourne in Assassinio sul Nilo (1978), con Peter Ustinov. Una delle sue altre grandi performance fu nel ruolo di Rebecca di York nel remake per la TV di Ivanhoe (1982)
Nel prosieguo della sua carriera, partecipò nel 1989 al video musicale del singolo Liberian Girl di Michael Jackson, insieme ad altre celebrità di Hollywood; fu poi nel cast dell'horror It (1990), interpretando il personaggio di Audra Phillips Denbrough, e nel 2003 recitò nella fiction televisiva Madre Teresa.
Malata dal 2008 di tumore al seno, è morta il 27 dicembre 2024 all'età di 73 anni, a Burbank, nella contea di Los Angeles.

## Vita privata
Fu sposata dal 1971 al 1978 con l'attore Dean Paul Martin (figlio di Dean Martin). Dal matrimonio nacque nel 1973 il figlio Alexander Dean Martin. Nel 1980 passò a nuove nozze con il musicista giapponese Akira Fuse, da cui ebbe il suo secondo figlio, Maximillian Fuse. Dopo il divorzio, nel 1989 si sposò per la terza volta con David Glen Eisley, un musicista statunitense, da cui ebbe India Eisley, a sua volta attrice.

## Nella cultura di massa
- Nel film Lady Vendetta, la protagonista Geum-ja viene paragonata ad Olivia Hussey per la sua sorprendente bellezza.

## Filmografia parziale

### Attrice

#### Cinema
- Accadde un'estate (The Battle of the Villa Fiorita), regia di Delmer Daves (1965)
- Cup Fever, regia di David Bracknell (1965)
- Romeo e Giulietta, regia di Franco Zeffirelli (1968)
- All the Right Noises, regia di Gerry O'Hara (1971)
- H-Bomb, regia di Philip Chalong (1971)
- Ricatto alla mala (Un verano para matar), regia di Antonio Isasi-Isasmendi (1972)
- Orizzonte perduto (Lost Horizon), regia di Charles Jarrott (1973)
- Black Christmas - Un Natale rosso sangue (Black Christmas), regia di Bob Clark (1974)
- Assassinio sul Nilo (Death on the Nile), regia di John Guillermin (1978)
- Il gatto e il canarino (The Cat and the Canary), regia di Radley Metzger (1978)
- Il detective con la faccia di Bogart (The Man with Bogart's Face), regia di Robert Day (1980)
- Ultimo rifugio: Antartide (Fukkatsu no hi), regia di Kinji Fukasaku (1980)
- Turkey Shoot, regia di Brian Trenchard-Smith (1982)
- Deviazioni (Distortions), regia di Armand Mastroianni (1987)
- La bottega dell'orefice, regia di Michael Anderson (1989)
- Undeclared War, regia di Ringo Lam (1990)
- I cavalieri Delta (Quest of the Delta Knights), regia di James Dodson (1993)
- Salvami! (Save Me), regia di Alan Roberts (1994)
- I gusti del terrore (Ice Cream Man), regia di Paul Norman (1995)
- Bad English I: Tales of a Son of a Brit, regia di Michael Dangero (1995)
- The Dark Mist, regia di Ryan Carroll (1996)
- Shame, Shame, Shame, regia di Zalman King (1996)
- Il fiore del silenzio (The Gardener), regia di James D.R. Hickox (1998)
- La preda perfetta (Island Prey), regia di William Riead (2001)
- El grito, regia di Gabriel Beristáin (2002)
- Headspace, regia di Andrew van den Houten (2005)
- Seven Days of Grace, regia di Don E. FauntLeRoy (2006)
- Tortilla Heaven, regia di Judy Hecht Dumontet (2007)
- Three Priests, regia di Jim Comas Cole (2008)
- Chinaman's Chance: America's Other Slaves , regia di Aki Aleong (2008)

#### Televisione
- Drama 61-67 – serie TV, 1 episodio (1964)
- Take a Sapphire, regia di Ned Sherrin – film TV (1966)
- Gesù di Nazareth (Jesus of Nazareth), regia di Franco Zeffirelli – miniserie TV (1977)
- Il bastardo (The Bastard), regia di Lee H. Katzin – miniserie TV (1978)
- Il pirata (The Pirate), regia di Ken Annakin – miniserie TV (1978)
- The Thirteenth Day: The Story of Esther, regia di Leo Penn – film TV (1979)
- Ivanhoe, regia di Douglas Camfield – film TV (1982)
- Gli ultimi giorni di Pompei (The Last Days of Pompeii), regia di Peter Hunt – miniserie TV (1984)
- The Corsican Brothers, regia di Ian Sharp – film TV (1985)
- La signora in giallo (Murder, She Wrote) – serie TV, episodio 2x05 (1985)
- Psycho IV (Psycho IV: The Beginning), regia di Mick Garris – film TV (1990)
- It, regia di Tommy Lee Wallace – miniserie TV (1990)
- Colomba solitaria (Lonesome Dove), regia di Simon Wincer – miniserie TV (1994)
- Dead Man's Island, regia di Peter H. Hunt – film TV (1996)
- Crescere, che fatica! (Boy Meets World) – serie TV, 1 episodio (1997)
- Madre Teresa, regia di Fabrizio Costa – miniserie TV (2003)

### Doppiatrice
- Mignolo e Prof. (Pinky and the Brain) – serie TV, 1 episodio (1998)
- Superman – serie TV, 1 episodio (1999)
- Batman of the Future (Batman Beyond) – serie TV, 1 episodio (2000)

## Doppiatrici italiane
Nelle versioni in italiano dei suoi film, Olivia Hussey è stata doppiata da:
- Rossella Izzo in Gesù di Nazareth, Il pirata
- Cinzia De Carolis in Ivanhoe, La signora in giallo
- Anna Maria Guarnieri in Romeo e Giulietta
- Emanuela Fallini in Black Christmas (Un Natale rosso sangue)
- Angiolina Quinterno in Orizzonte perduto
- Micaela Esdra in Assassinio sul Nilo
- Vittoria Febbi in Il gatto e il canarino
- Alba Cardilli in Gli ultimi giorni di Pompei
- Serena Spaziani in La bottega dell'orefice
- Daniela Nobili in Psycho IV
- Chiara Salerno in It
- Emanuela Rossi in Madre Teresa